# Carlsberg Byen

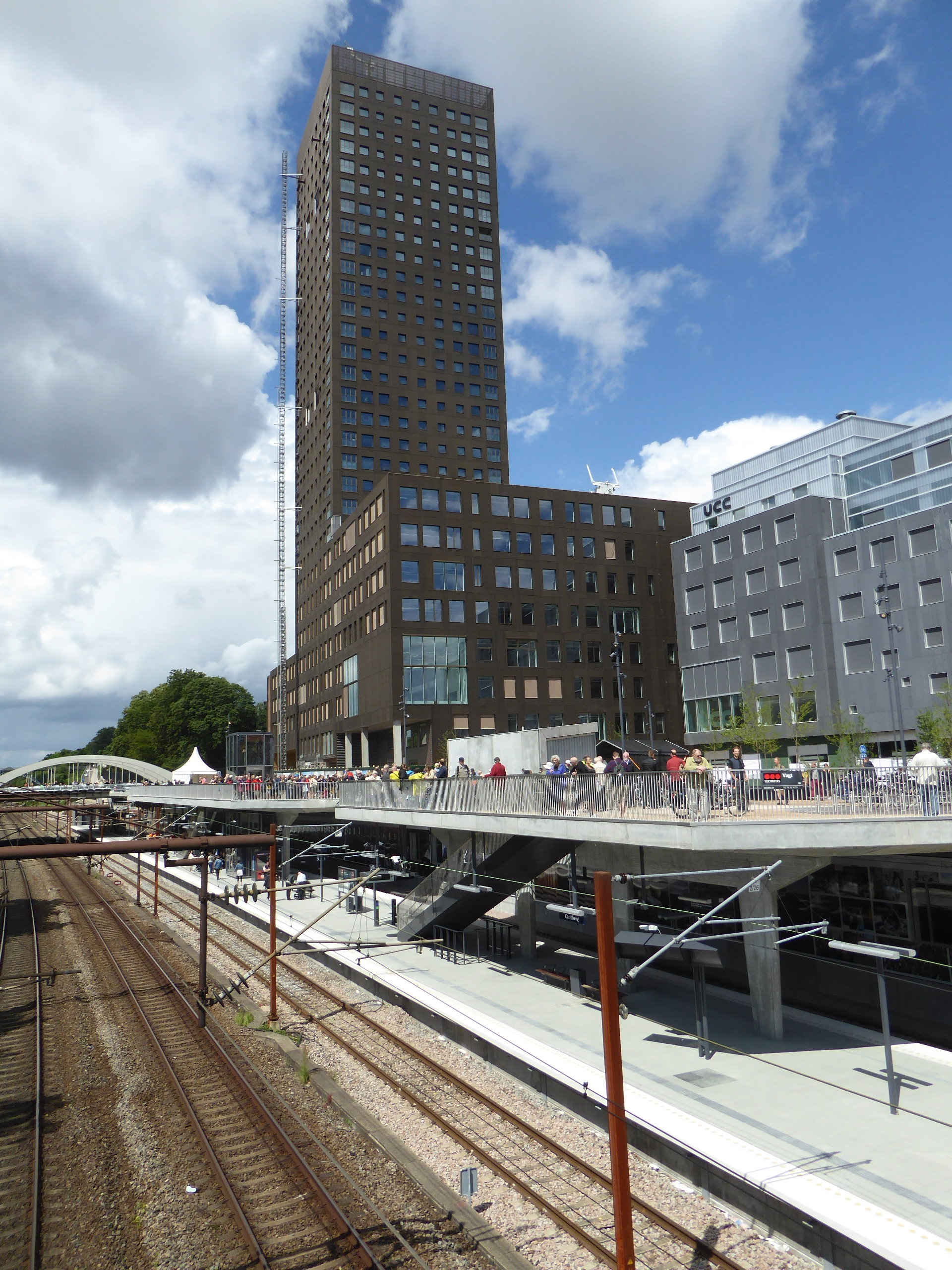
Carlsberg Station och Bohrs Tårn.

Carlsberg Byen är ett område i Köpenhamn inom stadsdelarna Vesterbro och Valby. Det innefattar Carlsbergbryggeriets äldre byggnader till vilka modern bebyggelse anslutits sedan 2010-talet. Bland annat har en grupp höghus uppförts; ett av dem har namnet Bohrs Tårn. Utförandet av den nya bebyggelsen har mött en hel del kritik.

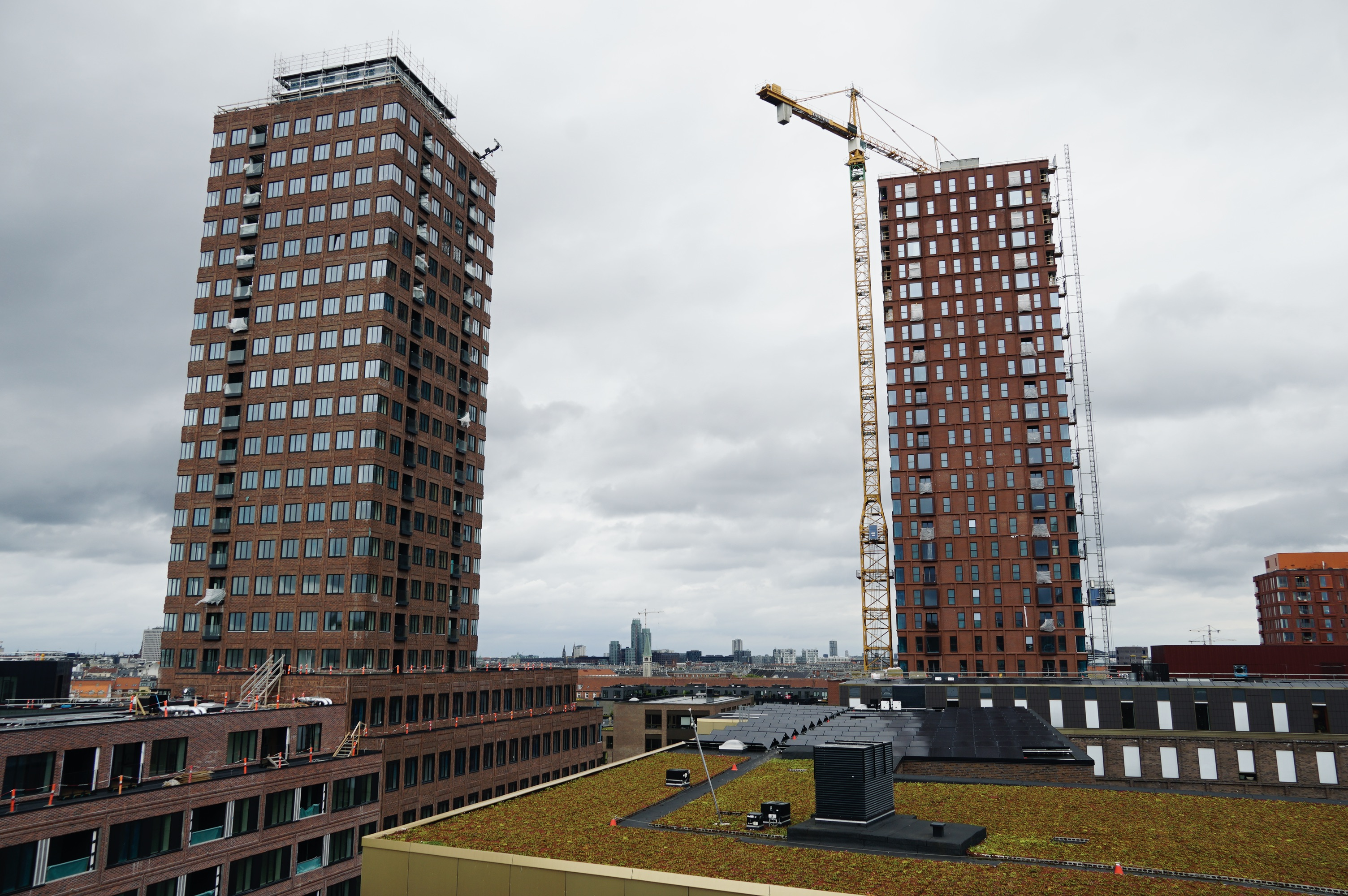
Beckmanns Tårn och Høffdings Tårn
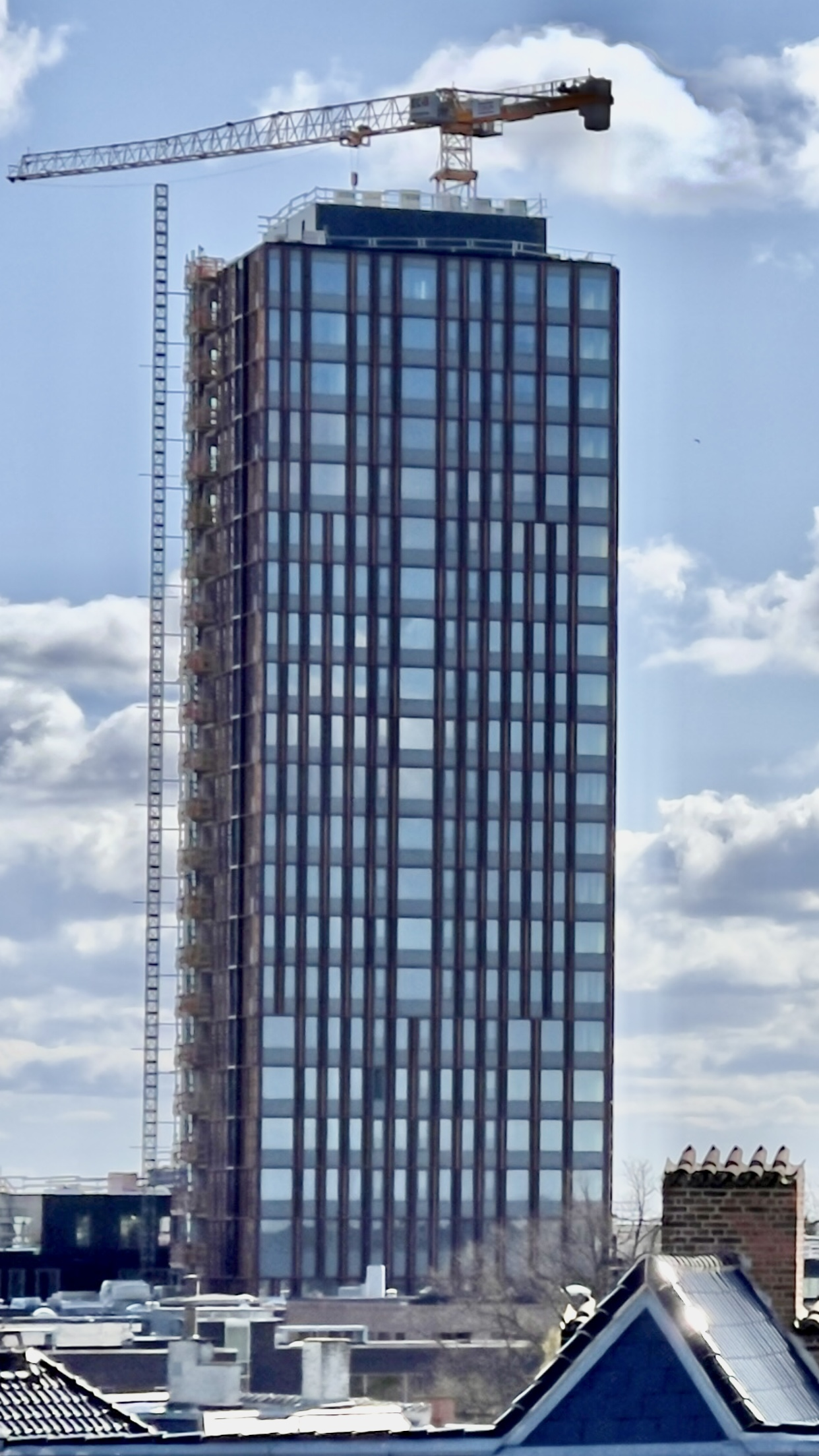
Dahlerups tårn

Flera av Köpenhamns högsta hus har byggts i stadsdelen såsom Pasteurs Tårn (125 m), Bohrs Tårn (100 m), Høffdings Tårn (100 m), Carls Tårn (80 m), Vogelius Tårn (80 m), Dahlerups Tårn (80 m) och Beckmanns Tårn (80 m).
Lokaltågen på S-banen i Köpenhamn stannar sedan juli 2016 på den nya stationen Carlsberg, alldeles intill Bohrs Tårn. Stationen ersatte den äldre Enghave station.